# 1849 en Belgique
Chronologie de la Belgique
- 1845
- 1846
- 1847
- 1848
- 1849
- 1850
- 1851
- 1852
- 1853

Cette page recense des événements qui se sont produits durant l'année 1849 en Belgique.

## Chronologie

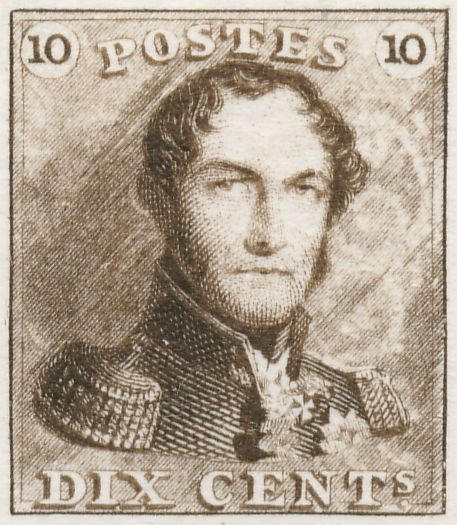
Premier timbre belge, à l'effigie du roi Léopold Ier.

- 1er juillet : émission du premier timbre-poste belge[1].

## Culture

### Architecture

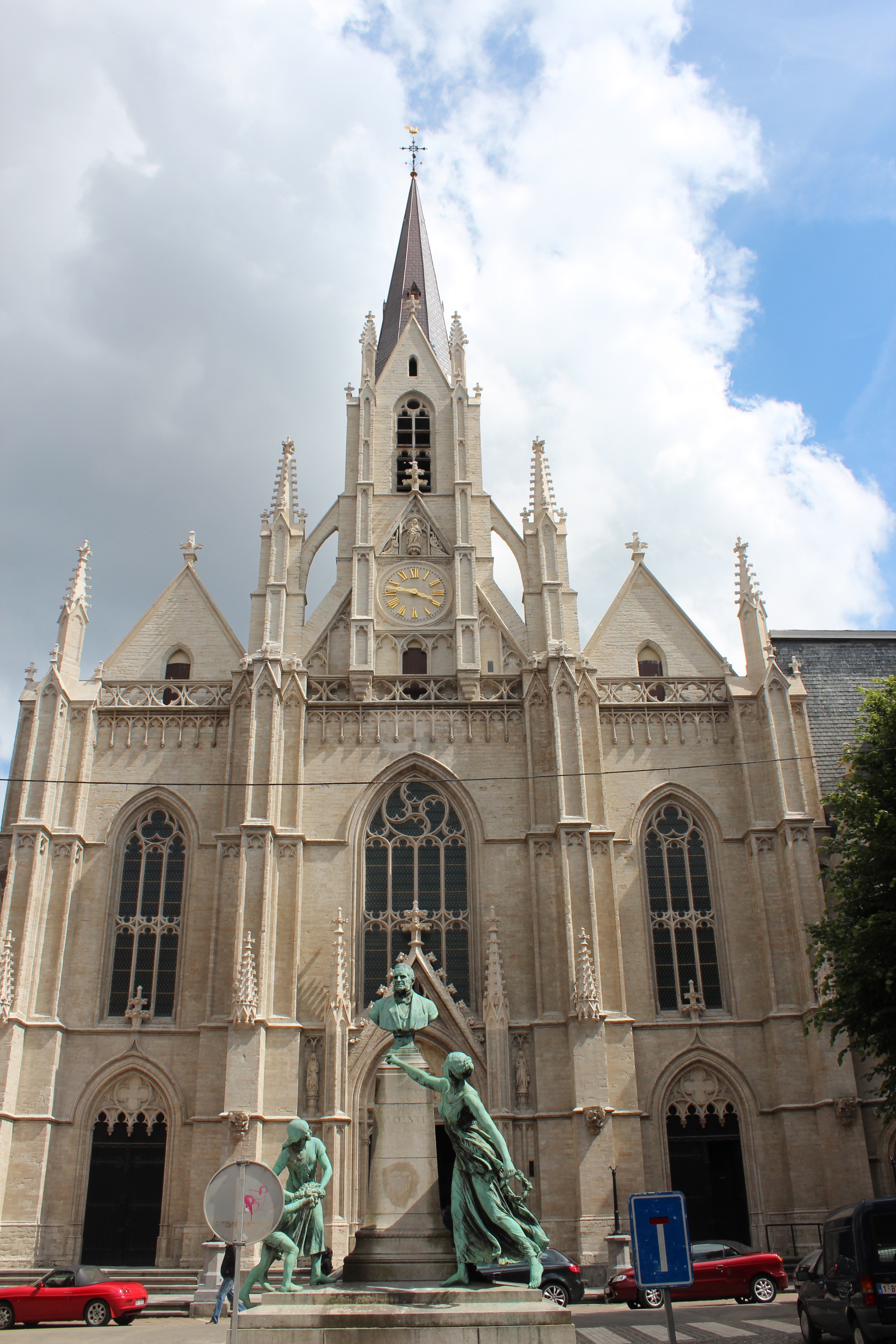
Église Saint-Boniface d'Ixelles (style néogothique, Joseph Jonas Dumont)
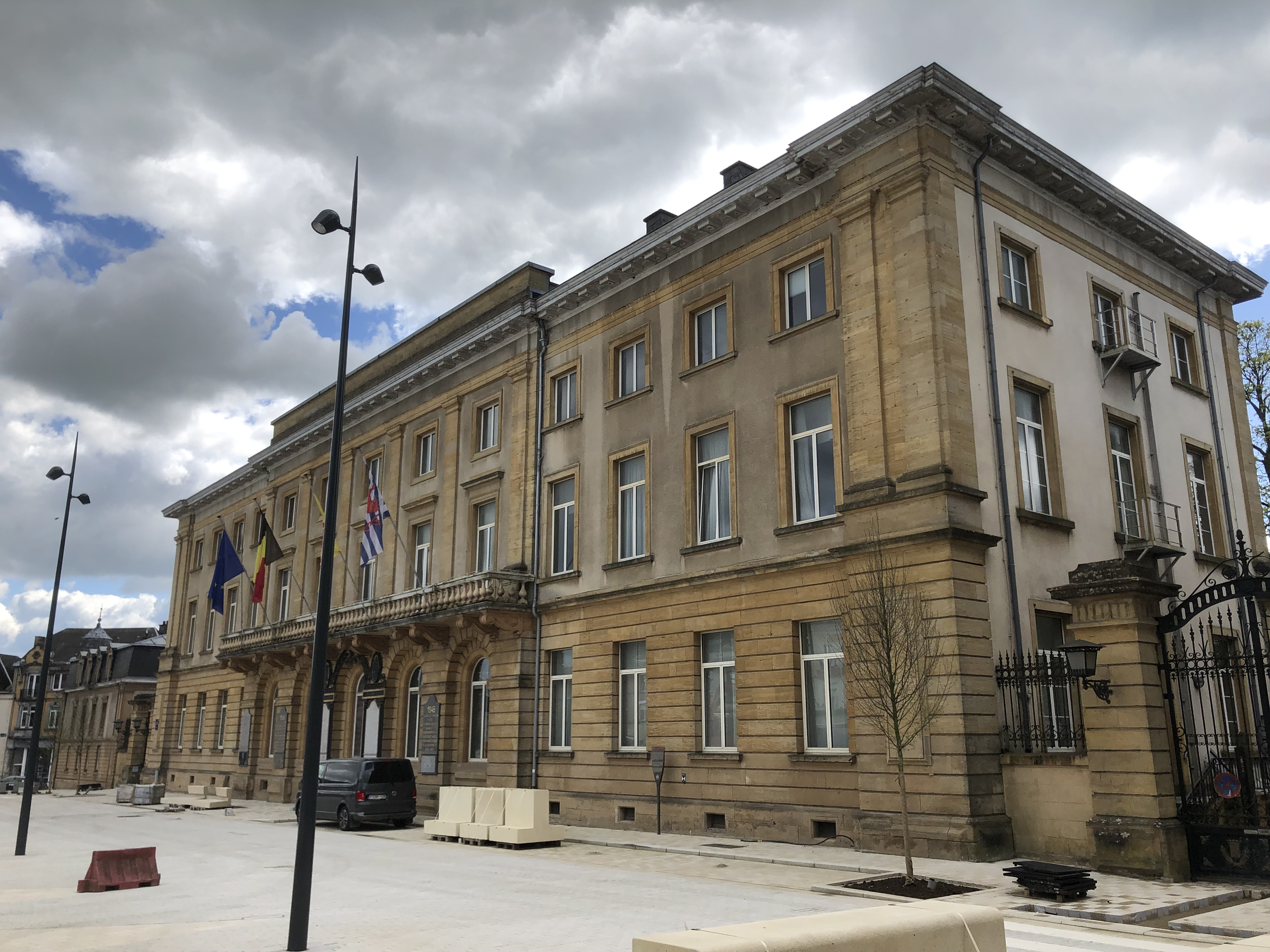
Le palais provincial d'Arlon (style néo-classique, Albert-Jean-Baptiste Jamot)

### Littérature
- Jacob van Artevelde (nl), roman historique de Hendrik Conscience[2].

### Peinture

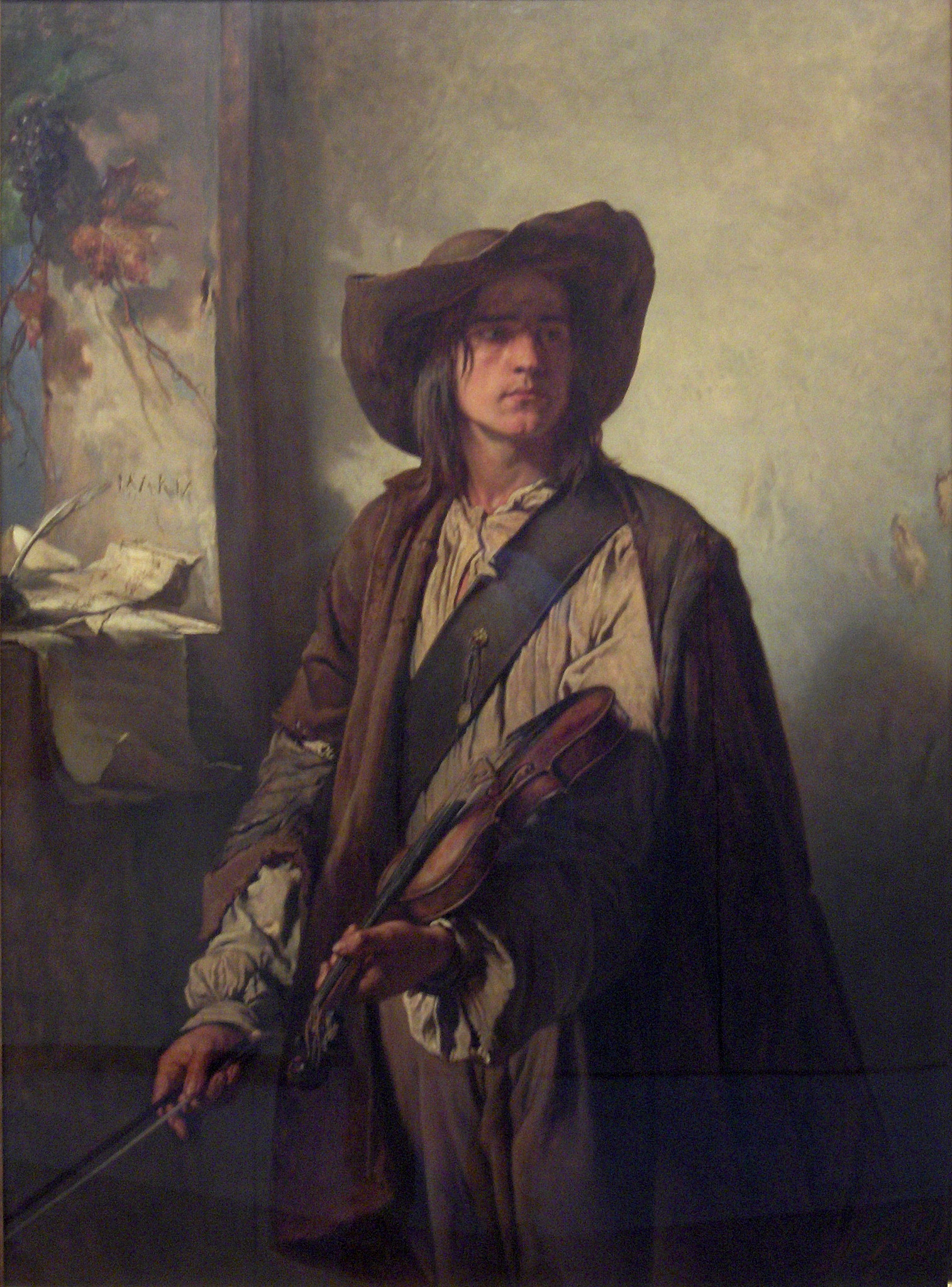
Art et Liberté (Louis Gallait).

## Naissances
- 30 juillet : Émile Tumelaire, enseignant et mutualiste belge, fondateur de la Mutualité neutre.
- 15 août : Victor Van de Walle, libéral, notaire à Malines, échevin, fondateur de la première école primaire publique et laïque (†1927).